# إلياس كابسالي
إلياس بن ألقانة كابسالي الإقريطشي (بالعبرية: אליהו בן אלקנה קפשאלי) (وُلد ق. 1485 - توفي بعد سنة 1550) كان أوَّل حاخامباشي للدولة العثمانية، كما كان من كبار مُؤرخي عصره.

## حياته
وُلد ق. 1485 في جزيرة إقريطش (كريت) لِعائلةٍ سفارديَّةٍ. وكانت أُسرة كابسالي من كبار الأُسر اليهوديَّة في الجزيرة ومن أعيان هذه الطائفة، وتوالى أعضاؤها على الرئاسة الروحيَّة لِليهود، وتميَّزوا بين قومهم بِدراسة التوراة والتلمود. انتقل سنة 1508 إلى مدينة بَاذُوَة التابعة لجمهورية البندقية حيث تابع دراساته التلموديَّة والتوراتيَّة في يشيڤة الحاخام «يهودا مينز». بُعيد وصوله بوقتٍ يسير، وقعت المدينة تحت سيطرة الجُيُوش الفرنسيَّة، سنة 1509، فانتقل إلى مدينة البندقية. وفي سنة 1510، عاد كابسالي إلى إقريطش حيثُ درس على يديّ الحاخام إسحٰق أنجيلهايمان.
حوالي سنة 1528، أصبح كابسالي كبيرُ حاخامات إقريطش، وارتبط اسمه في هذه الفترة مع اثنين من كبار أحبار اليهود، هُما: يعقوب بيراب ويوسف كارو، كما وضع عدَّة مُؤلَّفات تاريخيَّة قيِّمة فصَّل فيها تاريخ اليهود العُثمانيين، وما زالت مُؤلفاته هذه تُعد من أُمَّهات المراجع عند المُؤرخين المُعاصرين. خلال فترةٍ لاحقةٍ من حياته، توطَّدت صلة كابسالي بالسُلطان العُثماني محمد الفاتح، فاختاره السُلطان لِيكون الرئيس الروحي لِليهود في الدولة العُثمانيَّة، فتولَّى هذا المنصب طيلة سنتين (1452–1454). وعندما تُوفي حوالي سنة 1550، خلفه في المنصب عمُّه موسى.